# Matheus van Foix-Castelbon
Matheus van Foix-Castelbon (circa 1363 - augustus 1398) was van 1381 tot aan zijn dood burggraaf van Castelbon en van 1391 tot aan zijn dood graaf van Foix, burggraaf van Béarn en co-vorst van Andorra. Hij behoorde tot het huis Foix.

## Levensloop
Matheus was de zoon van burggraaf Rogier Bernard V van Castelbon en diens echtgenote Geraude van Navailles. In 1381 volgde hij zijn vader op als burggraaf van Castelbon. In 1392 huwde hij met Johanna, dochter van koning Johan I van Aragón. Dit huwelijk bleef echter kinderloos.
In 1390 nam hij deel aan de veldtocht van hertog Lodewijk II van Bourbon tegen Tunesië, die afgebroken werd na de onsuccesvolle belegering van Mahdia. Op de terugweg naar Frankrijk veroverde het leger in Sardinië de stad Cagliari in naam van de Republiek Genua.
In 1391 stierf zijn neef in de tweede graad, graaf Gaston III van Foix-Béarn, zonder wettige nakomelingen na te laten. Vervolgens gingen diens omvangrijke bezittingen ten noorden van de Pyreneeën naar koning Karel VI van Frankrijk. Vervolgens liet Matheus als laatste mannelijke lid van het huis Foix zijn aanspraken op deze bezittingen gelden. Naast Matheus waren er nog twee kandidaten: Yvan, de buitenechtelijke zoon van Gaston III die de controle over de grafelijke residentie in Orthez, en zijn toekomstige schoonvader Johan I van Aragón, die het versterken van de Franse autoriteit in het Pyreneeëngebied wilde verhinderen.
Hertog Jan van Berry, die een belangrijke invloed had op Karel VI, was voor de zaak van Matheus gewonnen en kon koning Karel VI van Frankrijk ervan overtuigen om de omvangrijke gebieden van Gaston III aan Matheus over te dragen in ruil voor een hoge onkostenvergoeding. Na meerdere onderhandelingen was Karel VI bereid om de erfenis van Gaston III af te staan, waarna de Franse koning op 20 december 1391 in Tours zijn aanspraken op de erfenis liet vallen. Hierdoor kwam Matheus in het bezit van volgende domeinen: het graafschap Foix, de burggraafschappen Béarn, Marsan en Lautrec en het co-vorstendom Andorra. Terwijl Matheus voor Foix en Lautrec de Franse koning moest huldigen, kon hij Béarn en Marsan als soevereine vorst in bezit nemen.
Nadat in mei 1396 zijn schoonvader Johan van Aragón stierf, kon Matheus in de naam van zijn echtgenote het koninkrijk Aragón claimen. Hij kon echter zijn aanspraken niet doorzetten, nadat hij door het leger van graaf Peter II van Urgell werd verslagen. Vervolgens werd Martinus I tot de nieuwe koning van Aragón gekroond, die alle bezittingen in beslag liet nemen die Matheus in Aragón bezat.
In augustus 1398 stierf Matheus. Omdat hij geen kinderen had, werd hij opgevolgd door zijn zus Isabella. Hij werd bijgezet in de Abdij van Boulbonne.